# Bekim Fehmiu
Bekim Fehmiu (Sarajevo, 1. lipnja 1936. – Beograd, 15. lipnja 2010.) bio je jugoslavenski kazališni i filmski glumac, porijeklom Albanac s Kosova.

## Životopis
Obitelj Fehmiu dolazi iz Đakovice. Međutim, oni su također živjeli u Sarajevu, Skadru i Prizrenu.  
Bekim Fehmiu rođen je 1936. godine u Sarajevu. Nakon talijanske okupacije obitelj se iz Sarajeva nakratko seli u Skadar, a 1941. godine dolazi na Kosovo. Osnovnu i srednju školu završava u Prizrenu, a u Beogradu 1956. godine upisuje Akademiju dramskih umetnosti, gdje diplomira u klasi profesora Mate Miloševića. Iste godine postaje stalnim članom Jugoslovenskog dramskog glumišta, ali sedam godina kasnije postaje slobodan umjetnik, što je bio do kraja života.
Bekim Fehmiu imao je sinove Uliksa i Hedona. Živio je sa suprugom Brankom Petrić, također glumicom, i sa sestrama i braćom između Prizrena, Prištine i Beograda.

## Gluma
Fehmiu se pojavio u 41 filmu snimljenom od 1953. do 1998. godine. Bio je prvi kosovski Albanac, kazališni i filmski glumac, koji je nastupao i snimao širom bivše Jugoslavije. Imao je niz uloga koje su promijenile povijest kinematografije Jugoslavije i ostavio je trag svojim snimanjima u inozemstvu.
Zapažene su njegove uloge u filmovima Specijalno vaspitanje, Skupljači perja, The Odyssey (poznat kao The Adventures of Ulysses), Black Sunday, Hot years, The Deserter i Roj.
Nakon uloge Bijelog Bore odigrane na romskom jeziku u filmu Saše Petrovića "Skupljači perja" počeli su ga tražiti strani redatelji, uključujući američke. Taj je film u Cannesu nagrađen Zlatnom palmom.

## Međunarodna karijera
Fehmiu je u svojoj međunarodnoj karijeri nastupao s brojnim filmskim zvijezdama, kao što su John Huston, Ava Gardner, Charles Aznavour, Irene Papas, Claudia Cardinale, Olivia de Havilland, Robert Shaw, Fernando Rey, Dirk Bogarde i Candice Bergen. Nakon filma "The Adventurers" iz 1970. nije dobio dobre kritike i nije uspio prodrijeti u Hollywood.
Surađivao je s talijanskim producentom Dinom de Laurentisom, Johnom Hustonom, Avom Gardner, Dirkom Bogardeom, Charlesom Aznavourom, Claudijom Cardinale. Kritičari filmske umjetnosti o Bekimu Fehmiu govorili su da je jedini istočnoeuropski glumac koji je pomaknuo granice i snimao na zapadu "probijajući željeznu zavjesu sve do pojave Gorbačova i pada Berlinskog zida".[nedostaje izvor]
Glumio je na srpskom, albanskom, španjolskom, engleskom, francuskom, talijanskom i makedonskom jeziku. 
Posljednja filmska ulog bila mu je u filmu "Genghis Khan” Kena Annakina iz 1992. godine.
Godine 1987. demonstration je napustio kazalište u znak prosvjeda zbog antialbanske propagande.

## Autobiografija
U 2001. godini u izdanju Samizdat B92 objavljena je knjiga memoara Bekima Fehmiua s naslovom Blistavo i strašno, koja opisuje njegov život od rođenja 1936. godine u Sarajevu do 1955. godine, kada se pridružio prištinskom kazalištu.

## Smrt
Fehmiua je mrtvog pronašao njegov sin 15. lipnja 2010. godine u njegovu stanu u Beogradu. Objavljeno je da je počinio samoubojstvo hitcem iz pištolja.

## Filmografija
- Saša (1962.)
- Pod isto nebo (1964.)
- Neprijatelj (1965.)
- Ko puca otvoriće mu se (1965.)
- Klakson (1965.)
- Devojka (1965.)
- Roj (1966.)
- Morgan: A Suitable Case for Treatment (1966.)
- Vreme ljubavi (1966.)
- Tople godine (1966.)
- Protest (1967.)
- Skupljači perja (1967.)
- Uzrok smrti ne pominjati (1968.)
- Prljave ruke (1968., TV film)
- L'Odissea (1968., međunarodna TV serija)
- The Adventurers (1970.)
- Klopka za generala (1971.)
- The Deserter (1971.)
- Paljenje Rajhstaga (1972., TV film)
- Libera, amore mio... (1973.)
- The Last Snows of Spring (1973.)
- Il testimone deve tacere (1974.)
- Cagliostro (1974.)
- Il gioco della verità (1974.)
- Deps kao Deps (1974.)
- Košava (1974.)
- Pavle Pavlović (1975.)
- Permission to Kill (1975.)
- Salon Kitty (1976.)
- Disposta a tutto (1977.)
- Black Sunday (1977.)
- Specijalno vaspitanje (1977.)
- Stići pre svitanja (1978.)
- Partizanska eskadrila (1979.)
- I vecchi e i giovani (1979., mini-serial)
- Široko je lišće (1981.)
- La Voce (1982.)
- Sarâb (1982.)
- Crveni i crni (1985.)
- Poslednja priča (1987., TV film)
- Un bambino di nome Gesù (1987., TV mini-serijal)
- Disperatamente Giulia (1989., TV mini-serijal)
- Il cuore e la spada (1998., TV film)

## Vanjske poveznice
- Bekim Fehmiu na IMDb stranicama (engl.)
- Bekim Fehmiu na stranicama AllMovie  Arhivirana inačica izvorne stranice od 26. ožujka 2009. (Wayback Machine) (engl.)
- intervju na engleskom (engl.)
- autobiografija "Blistavo i strasno" (engl.)
- ocjena u novinama New York filma "The Adventures of Ulysses" (engl.)
- intervju u časopisu "Vreme"  Arhivirana inačica izvorne stranice od 18. lipnja 2010. (Wayback Machine) (srp.)
- Bekim Fehmiu na Facebook-u